# Carl Brashear
Carl Maxie Brashear (ur. 19 stycznia 1931 w Tonieville w stanie Kentucky, zm. 25 lipca 2006 w Portsmouth w stanie Wirginia) – syn biednego dzierżawcy gruntu w stanie Kentucky. W latach 50. został pierwszym czarnoskórym nurkiem Marynarki Wojennej Stanów Zjednoczonych. Był także pierwszym nurkiem przywróconym do czynnej służby po przejściu operacji amputacji nogi. 
W 2000 roku jego postać została przedstawiona w filmie Siła i honor (tytuł oryginalny: Men of Honor), w którym rolę Carla Brasheara zagrał Cuba Gooding Jr.

## Odznaczenia
- Navy and Marine Corps Medal
- Navy and Marine Corps Commendation Medal
- Navy and Marine Corps Achievement Medal
- Navy and Marine Corps Presidential Unit Citation
- Navy Unit Commendation
- Navy Good Conduct Medal
- China Service Medal
- Navy Occupation Service Medal
- National Defense Service Medal
- Korean Service Medal
- Armed Forces Expeditionary Medal
- Department of Defense Outstanding Public Service Award
- Odznaka Master Diver (US Navy)
- United Nations Service Medal for Korea – ONZ
- Republic of Korea War Service Medal – Korea Południowa